# Louis Henri Georges Scellier de Gisors
Pour les articles homonymes, voir Scellier.
Louis Henri Georges Scellier de Gisors, est un architecte français, né à Meudon (Hauts-de-Seine), le 13 septembre 1844. Il est mort à Paris 6e, le 5 juin 1905,.

## Biographie
Il est le fils d'Achille Joseph Scellier, et d'Alphonsine Amélie de Gisors, fille d'Alphonse-Henri de Gisors. Le 6 mai 1897, Louis Henri Georges Scellier, est autorisé par décret d'ajouter à son nom «de Gisors».
Il s'est marié avec à Juliette Ernestine Dupré (Paris,1859-L'Isle-d'Adam,1948), fille de Jules Dupré, pour lequel il a réalisé en monument à L'Isle-Adam, après sa mort, en 1894.
Il est l'élève de son grand-père Alphonse de Gisors, puis de Hippolyte Le Bas et Léon Ginain à l'école des beaux-arts de Paris. Il remporte le prix Muller-Sœhnée en 1863 et, en 1868, le prix Achille Leclère pour un Monument à la mémoire de Rossini.
Pour le prix de Rome de 1869, il présente un projet de Palais de l'ambassade. Le grand prix est remporté par Ferdinand Dutert. Pendant ses études, il mène en 1869 une mission archéologique à Rome pour des fouilles sur le mont Palatin. Il a concouru cinq fois pour le prix de Rome et obtenu le second prix en 1872. Il obtient le prix Rougevin en 1872 et reçoit la grande médaille d'argent de la fondation Le Soufaché au cours du congrès annuel des architectes français de 1892.
Scellier de Gisors participe aux travaux de l'Opéra de Paris comme inspecteur et dessinateur dans l'agence de Charles Garnier. Il devient ensuite inspecteur général des bâtiments civils. Il a été l'architecte de l'administration des Postes.
Il a participé aux Salons de la Société des artistes français en envoyant des planches sur ses travaux d'architecture. Il reçoit la 2e médaille en 1876 et une médaille d'honneur en 1896.
En 1889, il devient l'architecte du palais du Luxembourg à Paris. Après le retour du Sénat au palais du Luxembourg, il construit l'Orangerie du Luxembourg pour la nouvelle installation du musée du Luxembourg.
En 1897, il remplace Paul Blondel après sa mort, à la direction de son atelier à l'école des Beaux-Arts qu'il conserve jusqu'en 1901.
Membre de la Société centrale des architectes, il reçoit la médaille d'architecture privée en 1892. Il en est le vice-président jusqu'à sa mort.
Le 30 octobre 1896, il est nommé architecte en chef de l'exposition coloniale de l'Exposition universelle de 1900. Il est l'architecte du Palais du ministère des Colonies et des pavillons de l'exposition coloniale, comme celui du Congo français, du Sénégal-Soudan, ou de l'Alliance française.
Il est membre du jury des récompenses de l'Exposition universelle de 1900 et du Salon de la Société des artistes français.
Louis Henri Georges Scellier de Gisors est promu officier de l'ordre national de la Légion d'honneur en 1900.
Sa fille Jeanne (1883-1951) épousera en 1904 l'auteur dramatique et futur cinéaste Marcel Manchez.

## Travaux
- Paris, nouveau musée du Luxembourg ;
- Paris, Monument de l’amiral Gaspard de Coligny, 1889, avec le sculpteur Gustave Crauk, au chevet du temple protestant de l'Oratoire du Louvre[9] ;
- Mâcon, Monument à Lamartine, 1878, avec le sculpteur Alexandre Falguière[10] ;
- Paris, hôtel Beistegui au 136 de l'avenue des Champs-Élysées et rue Balzac ;
- Paris, Ateliers des postes télégraphes, boulevard Brune ;
- Toulon, hôtel des postes ;
- Paris, pavillon provisoire élevé au Ranelagh pour l'arrivée du tsar le 6 octobre 1896[11] ;
- Paris, Monument à Jules Simon, 1903, avec le sculpteur Denys Puech, érigé place de la Madeleine, puis réérigé place du Guatemala[12] ;
- L'Isle-Adam, Monument à Jules Dupré[13];
- Paris, Monument à Leconte de Lisle, 1896, avec le sculpteur Denys Puech, Jardin du Luxembourg ;
- Paris, Palais du ministère des Colonies, pavillons du Congo français, et de l'Alliance française dans le cadre de l'exposition coloniale présentée à l'Exposition universelle de 1900.

## Élèves
- René-Félix Berger (1898-1904)
- Adolphe Schaeffer (1873-1951), architecte
- Paul Tournon (1902-1911), second prix de Rome

## Gisors architectes

### Confusion
En 2000, Pierre-Dominique Cheyne souligne en note qu'il y a des erreurs dans le dictionnaire de référence Thieme-Becker. Il indique que « c'est à tort que Jacques-Pierre Gisors est dit le frère d'Alexandre Jean-Baptiste Guy de Gisors, auquel les auteurs attribuent la salle des séances de la Convention aux Tuileries, puis, avec Étienne-Chérubin Leconte, celle des Cinq-Cents au Palais-Bourbon, l'actuelle salle des séances de l'Assemblée nationale ». Il précise également qu'en 1985 madame E. Hubert, indique dans des notices sur les architectes « que Guy, non pas frère de Jacques-Pierre mais sans doute de sa famille, travailla sous ses ordres à la construction de la salle de la Convention dont Jacques-Pierre, architecte de la Convention puis des bâtiments du Corps législatif, est l'auteur », elle dresse également une liste des travaux que le dictionnaire attribue par erreur à Guy Gisors.

### Les Gisors architectes
Suivant les corrections ci-dessus, voici la liste des Gisors architectes avec les liens de parenté :
- Alexandre Jean-Baptiste Guy de Gisors (1762-1835) dit aussi « Gisors le Jeune » : sans doute de la même famille que Jacques-Pierre Gisors sans qu'il y ait de précision sur ce lien de parenté.
- Alphonse-Henri Guy de Gisors (1796-1866), fils d'un frère (non architecte) d'Alexandre Jean-Baptiste Guy dont il est donc le neveu.
- Louis-Jules Bouchot (1817-1907), neveu, par sa mère, d'Alphonse-Henri Guy.
- Louis Henri Georges Scellier de Gisors (1844-1905), petit-fils, par sa mère (il a fait ajouter « de Gisors » à son nom), d'Alphonse-Henri Guy de Gisors.